# Adi Szamir
Adi Szamir (hebr.:  עדי שמיר, ur. w 6 czerwca 1952 w Tel Awiwie) – izraelski informatyk i kryptograf. Profesor informatyki.
Współtwórca algorytmu RSA. Za swój wkład w rozwój kryptografii asymetrycznej otrzymał wraz z Rivestem i Adlemanem Nagrodę Turinga w 2002 roku. W 2024 uhonorowany został także Nagrodą Wolfa w dziedzinie matematyki.

## Życiorys
Urodził się w Tel Awiwie. W 1973 ukończył matematykę na Uniwersytecie Telawiwskim, a następnie informatykę w Instytucie Naukowym Weizmana w Rechowot, gdzie zdobył stopień doktorski.
Pracował i wykładał na University of Warwick, Massachusetts Institute of Technology oraz École Normale Supérieure w Paryżu.

## Nagrody i wyróżnienia
Laureat licznych nagród i wyróżnień, m.in.:
- Erdős Prize (1983)
- Paris Kanellakis Award (1996)[3]
- Nagroda Turinga (2002)[1];
- Nagroda Izraela (2008)
- Nagroda Wolfa w dziedzinie matematyki (2024)